# Джакмак
Аль-Малик аз-Захир Сайф ад-Дин Джакмак (или Чакмак) (араб. الظاهر سيف الدين جمقمق‎; ум. 13 февраля 1453 года) — мамлюкский султан Египта в 1438—1453 годах из династии Бурджитов.
По происхождению черкес. Был привезён в Египет в правление султана Баркука. После соответствующей подготовки зачислен в султанскую гвардию. Затем служил при дворе султана Ан-Насира Фараджа.
При султане Аль-Муайяде Шаихе — наиб Дамаска. При Сейф-ал-Дине Татаре — наиб Каирской цитадели. При Барсбае — атабек, руководил подавлением восстания в Анатолии. Позже Барсбай доверил ему охрану своего сына Юсуфа.
В 1438 году Барсбай умер. Джакмак организовал заговор, отстранил 15-летнего Юсуфа от наследования и провозгласил себя султаном.
После этого эмир Коркмаз Аль-Шаабани поднял мятеж. Но Джакмак подкупил его сторонников и хорошо заплатил своим людям. В результате мятежник был схвачен и казнён.
Вскоре подняли восстание губернаторы Дамаска — Инал Аль-Джакми, и Алеппо — Тагри Бармаш, провозгласившие султаном Юсуфа. Джакмак послал против них войско, мятежники были разбиты и схвачены.
В 1439, 1442 и 1444 годах он безуспешно воевал с королевством Кипр и госпитальерами Родоса.
В 1453 году Джакмак умер, оставив наследником сына — Фахр ал-Дина Усмана.

## Семья
Джакмак был женат много раз, но рождённые в этих браках сыновья умерли от чумы. Его наследник Фахр ал-Дин Усман - от греческой наложницы.
.